# Klasztor Platerje
Klasztor Platerje (słoweń. Cistercijanska opatija Stična) – klasztor zakonu kartuzów położony 9 km na południowy zachód od miasta Kostanjevica na Krki.

## Historia
Pierwszy  klasztor został zbudowany w 1407 roku dzięki fundacji Hermana II hrabiego Cejle. W czasach tureckiej inwazji został ufortyfikowany. W 1784 roku  na mocy kasaty józefińskiej wprowadzonej przez cesarza rzymsko-niemieckiego Józef II Habsburg mnisi zostali zmuszeni do opuszczenia klasztoru. Zakonnicy powrócili do klasztoru pod koniec XIX wieku. W czasie II wojny światowej podpalony przez partyzantów. Odbudowany po wojnie jest działającym klasztorem w którym udostępniono zwiedzającym XV-wieczny kościół gotycki. 